# Klingertjärnen (Bräcke socken, Jämtland)
Klingertjärnen är en sjö i Bräcke kommun i Jämtland och ingår i Ljungans huvudavrinningsområde. Sjön har en area på 0,0787 kvadratkilometer och ligger 377,9 meter över havet. Sjön avvattnas av vattendraget Räggån.

## Delavrinningsområde
Klingertjärnen ingår i det delavrinningsområde (695661-149484) som SMHI kallar för Utloppet av Sönner-Kroktjärnen. Medelhöjden är 411 meter över havet och ytan är 9,21 kvadratkilometer. Det finns inga avrinningsområden uppströms utan avrinningsområdet är högsta punkten. Räggån som avvattnar avrinningsområdet har biflödesordning 5, vilket innebär att vattnet flödar genom totalt 5 vattendrag innan det når havet efter 184 kilometer. Avrinningsområdet består mestadels av skog (73 procent) och sankmarker (16 procent). Avrinningsområdet har 0,26 kvadratkilometer vattenytor vilket ger det en sjöprocent på 2,9 procent.